# 四国地区高専総合文化祭
四国地区高専総合文化祭 （しこくちくこうせんそうごうぶんかさい）は、毎年12月に開催される四国地区5高専6キャンパスの合同文化祭である。吹奏楽や軽音楽の演奏、演劇や落語等の公演、書道・絵画・写真等作品の展示、四国地区高専プロコンや四国地区高専ミニロボコンなど数多くの種目が行われている。2019年現在、41回開催されている。
第42回は阿南高専を主管校として開催される。

## 参加校
- 阿南工業高等専門学校
- 香川高等専門学校
- 新居浜工業高等専門学校
- 弓削商船高等専門学校
- 高知工業高等専門学校

## 大会一覧
第26回以降のみ記載
| 回数   | 開催日                 | 当番校                          | 会場                                                                          |
| ------ | ---------------------- | ------------------------------- | ----------------------------------------------------------------------------- |
| 第26回 | 平成16年11月13日，14日 | 高知高専                        | 高知市文化プラザ かるぽーと                                                   |
| 第27回 | 平成17年11月26日，27日 | 新居浜高専                      | 新居浜市市民文化センター ，新居浜高専                                         |
| 第28回 | 平成18年11月18日・19日 | 詫間電波高専                    | 詫間町マリンウェーブ ，福祉センター，勤労会館                                 |
| 第29回 | 平成19年11月17日・18日 | 弓削商船高専                    | 尾道市因島市民会館，芸予文化情報センター ，尾道市営中央駐車場コミュニティ施設 |
| 第30回 | 平成20年11月15日・16日 | 阿南高専                        | －                                                                            |
| 第31回 | 平成21年12月12日・13日 | 香川高等専門学校 高松キャンパス | 丸亀市民会館                                                                  |
| 第32回 | 平成22年11月13日・14日 | 新居浜高専                      | 新居浜市市民文化センター，新居浜市文化振興会館                                |
| 第33回 | 平成23年12月17日･18日  | 高知高専                        | 高知県立県民文化ホール，高知新聞放送会館                                      |
| 第34回 | 平成24年12月15日・16日 | 香川高等専門学校 詫間キャンパス | 詫間町マリンウェーブ ，福祉センター，勤労会館                                 |
| 第35回 | 平成25年12月14日・15日 | 弓削商船高専                    | 尾道市因島市民会館，芸予文化情報センター ，尾道市営中央駐車場コミュニティ施設 |
| 第36回 | 平成26年12月13日・14日 | 阿南高専                        | 阿南市市民会館，阿南ひまわり会館，アレンジ                                    |
| 第37回 | 平成27年12月12日・13日 | 高知高専                        | 高知県立県民文化ホール                                                        |
| 第38回 | 平成28年12月10日・11日 | 香川高等専門学校 高松キャンパス | 高松テルサ，香川高等専門学校高松キャンパス                                    |
| 第39回 | 平成29年12月9日・10日  | 新居浜高専                      | 新居浜工業高等専門学校，新居浜市市民文化センター                              |
| 第40回 | 平成30年12月15日・16日 | 香川高専詫間キャンパス          | 三豊市文化会館(マリンウェーブ)，三豊市詫間福祉センター，三豊市詫間勤労会館    |
| 第41回 | 令和元年12月14日・15日 | 弓削商船高専                    | 西条市総合文化会館, 西条市産業情報支援センター                                |